# 465 v.Chr.

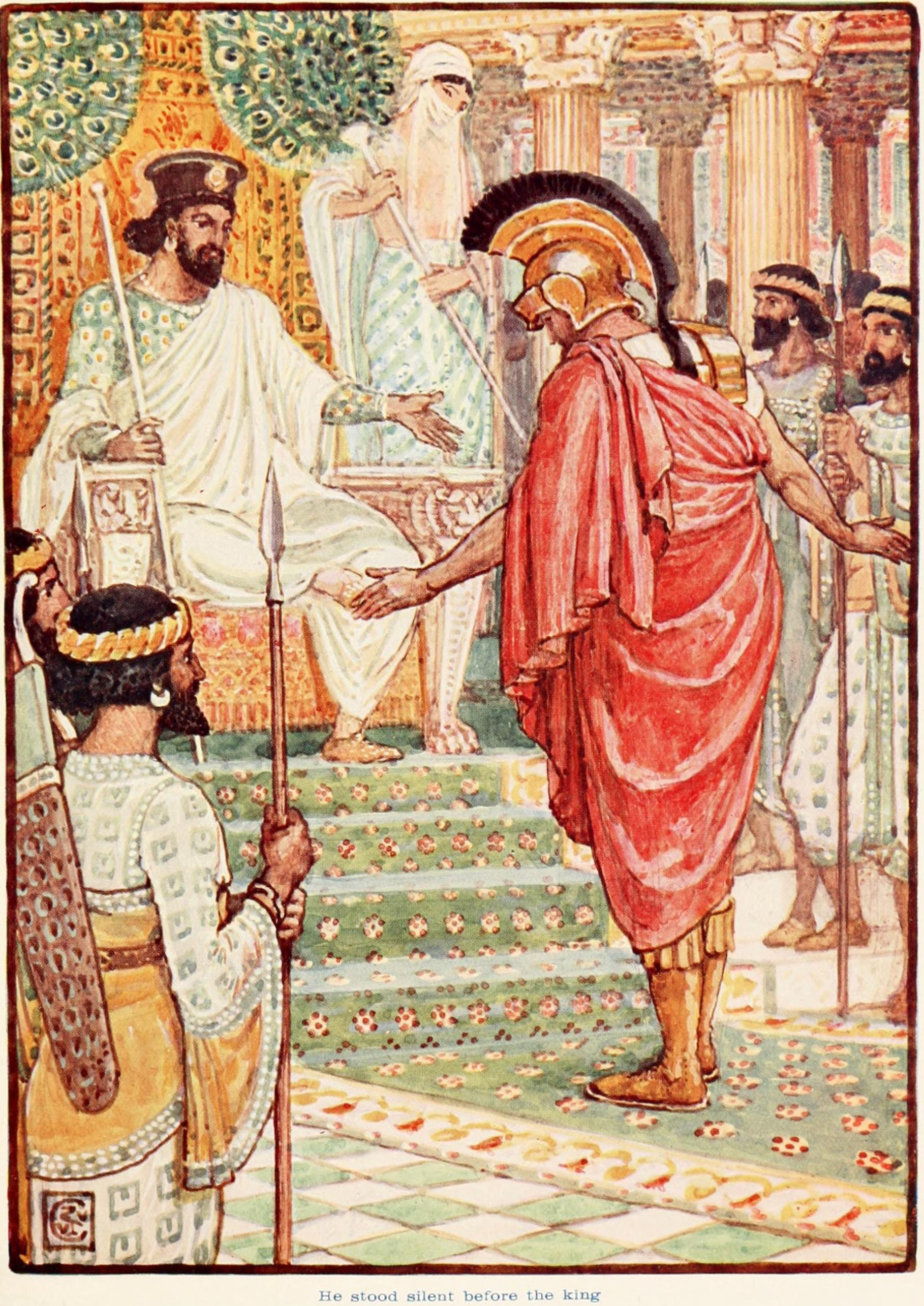
Themistocles op audiëntie bij Artaxerxes I.

Het jaar 465 v.Chr. is een jaartal volgens de christelijke jaartelling.

## Gebeurtenissen

### Perzië
- Koning Xerxes I wordt door samenzweerders in het paleis van Persepolis in zijn slaapkamer vermoord.
- Artaxerxes I (465 - 424 v.Chr.) uit het Huis der Achaemeniden wordt koning van het Perzische Rijk.
- Artaxerxes I verleent Themistocles politiek asiel en geeft hem voor zijn aangeboden diensten een royaal inkomen.

### Griekenland
- De streek rond Sparta wordt getroffen door een aardbeving. De heloten van Messenië komen in opstand.
- Koning Archidamus II organiseert de verdediging van Sparta om de rebellie te onderdrukken.
- Thasos tracht zich uit de Delisch-Attische Zeebond los te maken. Kimon II belegert het eiland en vernietigt de vloot.

## Overleden
- Xerxes I (~519 v.Chr. - ~465 v.Chr.), koning van Perzië (54)